# Aphelia (djur)
Aphelia är ett släkte av fjärilar som beskrevs av Jacob Hübner 1825. Aphelia ingår i familjen vecklare.

## Bildgalleri

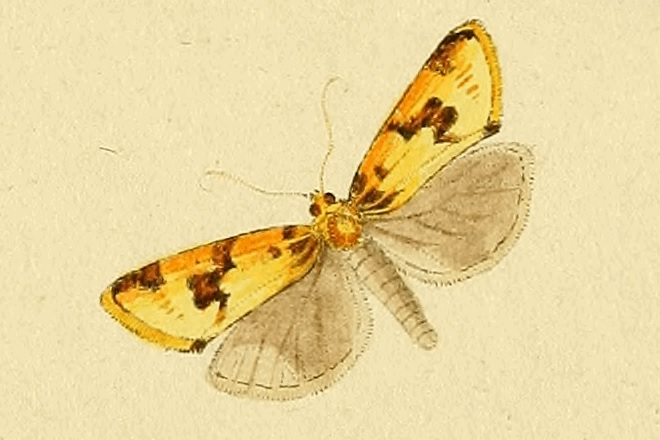

## Dottertaxa tillAphelia, i alfabetisk ordning[1][2]
- Aphelia accuratana
- Aphelia aglossana
- Aphelia albidula
- Aphelia albociliana
- Aphelia alleniana
- Aphelia amplana
- Aphelia brunneana
- Aphelia caradjana
- Aphelia carpathica
- Aphelia caucasica
- Aphelia chretieni
- Aphelia christophi
- Aphelia chrysitana
- Aphelia cinerarialis
- Aphelia conscia
- Aphelia continentana
- Aphelia deserticolor
- Aphelia disjuncta
- Aphelia donelana
- Aphelia effigies
- Aphelia euxina
- Aphelia ferrugana
- Aphelia fischeri
- Aphelia flavana
- Aphelia flexiloqua
- Aphelia fumatana
- Aphelia fuscialis
- Aphelia galiana
- Aphelia galilaeica
- Aphelia gregalis
- Aphelia icterana
- Aphelia ignoratana
- Aphelia iliensis
- Aphelia imperfectana
- Aphelia ineffecta
- Aphelia insincera
- Aphelia intermediana
- Aphelia inumbratana
- Aphelia koebelei
- Aphelia mongoliana
- Aphelia obsolescentana
- Aphelia ochreana
- Aphelia paleana
- Aphelia peramplana
- Aphelia plagiferana
- Aphelia polyglochina
- Aphelia pseudoviburniana
- Aphelia raebeli
- Aphelia regisborissi
- Aphelia rhombana
- Aphelia rindgeorum
- Aphelia scrophulariana
- Aphelia scutellana
- Aphelia septentrionalis
- Aphelia shaqlawana
- Aphelia stenoptera
- Aphelia stigmatana
- Aphelia teucriana
- Aphelia trentonana
- Aphelia tshetverikovi
- Aphelia unipunctana
- Aphelia unitana
- Aphelia vallettai
- Aphelia verbascana
- Aphelia viburnana
- Aphelia viburniana